# Чемпионат Южной Америки по волейболу среди женщин 1961
4-й чемпионат Южной Америки по волейболу среди женщин прошёл 17 по 28 апреля 1961 года в Лиме (Перу) с участием 4 национальных сборных команд. Чемпионский титул в 4-й раз подряд выиграла сборная Бразилии.

## Команды-участницы
Аргентина, Бразилия, Перу, Чили.

## Система проведения чемпионата
4 команды-участницы провели двухкруговой турнир, по результатам которого определена итоговая расстановка мест.

## Результаты
| М | Команда   | 1       | 2       | 3       | 4       | И | В | П | С/П   | О  |
| - | --------- | ------- | ------- | ------- | ------- | - | - | - | ----- | -- |
| 1 | Бразилия  |         | 3:0 3:1 | 3:0     | 3:0     | 6 | 6 | 0 | 18:1  | 12 |
| 2 | Перу      | 0:3 1:3 |         | 3:1 3:2 | 3:0 3:1 | 6 | 4 | 2 | 13:10 | 10 |
| 3 | Аргентина | 0:3     | 1:3 2:3 |         | 3:0     | 6 | 2 | 4 | 9:12  | 8  |
| 4 | Чили      | 0:3     | 0:3 1:3 | 0:3     |         | 6 | 0 | 6 | 1:18  | 6  |

17 апреля: Бразилия — Аргентина 3:0 (15:6, 15:2, 15:5).
18 апреля: Бразилия — Чили 3:0 (15:2, 15:0, 15:1); Перу — Аргентина 3:1 (15:9, 12:15, 15:13, 15:3).
19 апреля: Перу — Чили 3:0 (15:7, 15:6, 15:3).
20 апреля: Аргентина — Чили 3:0 (15:5, 16:14, 15:8).
22 апреля: Бразилия — Перу 3:0 (15:9, 16:14, 15:7).
24 апреля: Бразилия — Чили 3:0 (15:2, 15:2, 15:2); Перу — Аргентина 3:2 (15:4, 15:11, 14:16, 10:15, 15:5).
25 апреля: Бразилия — Аргентина 3:0 (15:5, 15:3, 15:5).
26 апреля: Перу — Чили 3:1 (15:3, 15:10, 13:15, 15:1).
27 апреля: Аргентина — Чили 3:0 (15:2, 15:8, 15:2).
28 апреля: Бразилия — Перу 3:1 (15:4, 14:16, 15:2, 15:7).

## Итоги

### Положение команд
| Бразилия  |
| Перу      |
| Аргентина |
| 4. Чили   |

### Призёры
Бразилия: Мария Риккарди, Вера Трезойтко, Норма Роза Вас, Изаура Марли Гама Алварес (Марли), Лилия ди Фрейтас, Ильдегард Каролине Лассен (Ильда Ларсен), Лейла Пейшото, Лусия Мендес, Кармин Васконселос (Карминья), Ингеборг Краузе, Эунике Рондино, Марина Консейсао Селистре.
  Перу.
  Аргентина: Дора Миольяно, Росария Сиффреди, Норма Пиллети, Мария Скарнео, Эстер Дойенхард, Хильма Роха, …